# Governo Ansip I
Il Governo Ansip I è stato il primo governo dell'Estonia presieduto da Andrus Ansip, in carica dal 12 aprile 2005 al 5 aprile 2007.

## Coalizione
Il governo era formato da una coalizione fra il Partito Riformatore Estone, il Partito di Centro Estone e l'Unione Popolare Estone.

## Situazione parlamentare
| Camera    | Collocazione | Partiti                 | Seggi    |
| --------- | ------------ | ----------------------- | -------- |
| Riigikogu | Maggioranza  | K (28),ER (19),UPE (13) | 60 / 101 |
| Riigikogu | Opposizione  | RP (28),UDP (7),PPM (6) | 41 / 101 |

## Ministri
La composizione ministeriale era formata come segue:
| Funzione                                              | Titolare     | Titolare                                | Partito |
| ----------------------------------------------------- | ------------ | --------------------------------------- | ------- |
| Primo Ministro - Peaminister                          |              | Andrus Ansip                            | ER      |
| Ministro dell'Istruzione e della Ricerca              |              | Mailis Reps                             | EKE     |
| Ministro della Giustizia                              |              | Rein Lang                               | ER      |
| Ministro della Difesa                                 |              | Jaak Jõerüüt (fino al 10 ottobre 2005)  | ER      |
| Ministro della Difesa                                 | Jürgen Ligi  |                                         | ER      |
| Ministro dell'Ambiente                                |              | Villu Reiljan (fino all'8 ottobre 2006) | ERL     |
| Ministro dell'Ambiente                                | Rein Randver |                                         | ERL     |
| Ministro della Cultura                                |              | Raivo Palmaru                           | EKE     |
| Ministro degli Affari Economici e delle Comunicazioni |              | Edgar Savisaar                          | EKE     |
| Ministro dell'Agricoltura                             |              | Ester Tuiksoo                           | ERL     |
| Ministro delle Finanze                                |              | Aivar Sõerd                             | EKE     |
| Ministro della Popolazione e degli Affari Etnici      |              | Paul-Eerik Rummo                        | ER      |
| Ministro degli Affari Regionali                       |              | Jaan Õunapuu                            | ERL     |
| Ministro dell'Interno                                 |              | Kalle Laanet                            | EKE     |
| Ministro degli Affari Sociali                         |              | Jaak Aab                                | EKE     |
| Ministro degli Affari Esteri                          |              | Urmas Paet                              | ER      |